# Emanuele Ruspoli
Emanuele Francesco Maria Ruspoli (Roma, 30 gennaio 1837 – Roma, 29 novembre 1899) è stato un nobile, politico e ingegnere italiano.

## Biografia
Fu primo principe di Poggio Suasa, figlio di Bartolomeo dei Principi Ruspoli (1800-1872) e della moglie Carolina Ratti (1805-1881) e nipote di Francesco Ruspoli, III principe di Cerveteri e della seconda moglie Contessa Maria Leopoldina von Khevenhüller-Metsch e discendente della linea III dei Principi Ruspoli. Bartolomeo Ruspoli fu suo prozio.

### Carriera politica
Assessore della Giunta del Comune di Roma, e come tale facente funzioni di Sindaco, e quindi sindaco di Roma per due volte nei periodi giugno 1878-luglio 1880 e dicembre 1892-novembre 1899 (morto in carica).
È volontario nel 1859 nell'esercito sabaudo, in seguito esule nel senigalliese. Dopo la presa di Roma ricopre la carica di deputato per il collegio di Fabriano fino a 1876. È un esponente della destra storica e del blocco agrario conservatore.
Nel 1886 viene nominato Principe di Poggio Suasa. Questo titolo, poi tramandato ai discendenti, deriva dal fatto che era proprietario terriero di una fattoria e di diversi latifondi siti a Castelleone di Suasa e San Lorenzo in Campo. I primi fondi rustici acquisiti risalgono al 1857, e successivamente, in seguito alla demanializzazione del 1861, acquistò i fondi di proprietà dei Cistercensi di San Lorenzo in Campo, che comprendevano anche il sito dell'antica città romana di Suasa.
Verso la fine del suo mandato, in accordo con il proprietario terriero e gestore di piantagioni in Arkansas, Austin Corbin, manda cento famiglie all'anno per cinque anni a lavorare nelle piantagioni. La promessa era quella di garantire loro un futuro migliore, invece, questi disgraziati, pagati come fossero merce, diventarono quasi degli schiavi. Questi nuovi schiavi europei arrivarono dalle Marche, dove Ruspoli era proprietario terriero, dal Veneto ed alcuni dalla Lombardia.

## Matrimoni e discendenza
Si è sposato per la prima volta a Roma il 10 giugno 1864 con la principessa Caterina Vogoride-Conachi (Munteni, 2 aprile 1831 - Genova, 22 febbraio 1870), una rumena, vedova del principe Nicolae Vogoride (Caimacam di Moldavia) e figlia del Cancelliere Grande Costache Conachi e di sua moglie Smaranda Negri-Donici, dalla quale ha avuto cinque figli:
- Costantino dei Principi Ruspoli (Roma, 14 gennaio 1865 - Roma, 29 aprile 1889), morto celibe senza discendenza.
- Eugenio dei Principi Ruspoli (Țigănești, 6 gennaio 1866 - ucciso da un elefante durante una battuta di caccia vicino Burgi, Somalia, 4 dicembre 1893), morto celibe senza discendenza.
- Mario Ruspoli, secondo principe di Poggio Suasa.
- Caterina dei Principi Ruspoli (Țigănești/Ziganesk, 15 novembre 1868 - Berna, 12 agosto 1912), sposata a Roma l'8 gennaio 1887 con Albert, Conte di Forest-Divonne (Parigi, 18 dicembre 1859 - 11 gennaio 1943), con cui ha avuto un figlio e una figlia:
  - Gilbert, Conte di Forest-Divonne (Parigi, 4 novembre 1887 - Parigi, 28 giugno 1891), morto celibe senza discendenza.
  - Claire di Forest-Divonne (Parigi, 11 febbraio 1889 - Carquefou, 14 luglio 1978), sposata a Livorno, il 15 gennaio 1913, con il Principe Vladimir Mavrocordato.
- Margherita dei Principi Ruspoli (Genova, 7 febbraio 1870 - 5 giugno 1970), sposata a Roma il 6 giugno 1889 con Walfredo, Conte della Gherardesca, Conte di Donoratico e Castagneto (1865 - 1932), con discendenza:
  - Gaddo, Conte della Gherardesca (10 ottobre 1895 - Castagneto Carducci, 2 maggio 1981), sposato il 21 aprile 1919 con Emilia Poschi-Meuron dei Marchesi Garzoni, con discendenza.

Si sposò in seconde nozze a Roma il 14 luglio 1878 con Laura Caracciolo dei Principi di Torella Duchi di Lavello Marchesi di Bella (Torino, 17 settembre 1854 - morta per complicanze post-parto a Roma il 16 gennaio 1882), dalla quale ha avuto un unico figlio:
- Camillo Ruspoli, secondo principe di Candriano.

Si sposò in terze nozze a Parigi il 18 giugno 1885 con Josephine Mary Beers-Curtis (Parigi, gennaio 1861 - 1943), una anglo-americana, figlia di Joseph Davis Beers-Curtis e di sua moglie Elizabeth Shipton-Giles, dalla quale ha avuto 3 figli:
- Francesco Alvaro Maria Giorgio Ruspoli, primo duca di Morignano.
- Vittoria Emilia Ipsicratea Agricola dei Principi Ruspoli (Roma, 31 dicembre 1892 - Roma, 13 gennaio 1982), sposata a Roma il 4 dicembre 1912 e divorziata nel 1930 con Roger Richard Charles Henri Étienne de Dampierre, Visconte di Dampierre, secondo duca di San Lorenzo Nuovo e Nobile di Viterbo (Tours, 9 maggio 1892 - Chaumont-sur-Tharonne, 14 dicembre 1975), con cui ha avuto 2 figlie e un figlio:
  - Victoire Jeanne Emmanuelle Joséphine Pierre Marie de Dampierre (Roma, 8 novembre 1913 - Roma, 3 maggio 2012), sposata in prime nozze a Roma il 4 marzo 1935 e divorziata a Bucarest il 6 maggio 1947 (divorzio riconosciuto dalla corte italiana il 3 giugno 1949, ma mai riconosciuto in Spagna, dove il divorzio era proibito) con l'Infante Giacomo, Duca di Segovia (figlio di Re Alfonso XIII di Spagna), da cui ha avuto discendenza, e in seconde nozze a Vienna il 21 novembre 1949 con Antonio Sozzani (1918-2007), senza discendenza.
  - Richard Roger Emmanuel Étienne Pierre de Dampierre, Visconte di Dampierre, terzo e ultimo duca di San Lorenzo Nuovo (Parigi, 13 gennaio 1916 - Fleurance, 30 novembre 2004), sposato a Biarritz il 24 luglio 1937 con María de las Mercedes de Pedroso y Sturdza (1914-2012), con discendenza.
  - Yolande Beatrix de Dampierre (Roma, 12 luglio 1918 - Roma, 29 gennaio 1990), sposata a Roma il 19 gennaio 1940 con Luigi, Conte Miani di Angoris (1896-1953), con discendenza.
- Eugenio Mario Giuseppe Bartolomeo dei Principi Ruspoli (Senigallia, 26 luglio 1894 - 1978), sposato nel 1924 con Marie Dorothée Dupré-Labauchère (Parigi, 4 febbraio 1884 - 27 settembre 1944), da cui ha avuto un'unica figlia:
  - Francesca dei Principi Ruspoli (Varese, 24 luglio 1925 - 1992)[5], sposata a Roma il 6 agosto 1946 e poi divorziata con Giulio, Principe Rocco di Torrepadula (Roma, 21 maggio 1916 - 1987), con discendenza.

## Patrocini
- Vicepresidente del Club Alpino Italiano (1873)[6]